# Артюшинська (Виноградовський район)
Артюшинська (рос. Артюшинская) — присілок в Виноградовському районі Архангельської області Російської Федерації.
Населення становить 19 осіб. Органом місцевого самоврядування до 2021 року було Осиновське муніципальне утворення.

## Історія
Від 1937 року належить до Архангельської області.
Від 2004 року належить до муніципального утворення Осиновське муніципальне утворення.

## Населення
| 2002 | 2010 | 2012 |
| ---- | ---- | ---- |
| 26   | ↘25  | ↘19  |